# Dinastia Han orientale
Nella storia della Cina viene definita come dinastia Han Orientale (東漢T, DōnghànP) o dinastia Han Posteriore la seconda era della dinastia Han, che rappresentò una restaurazione della dinastia in seguito all'usurpazione di Wang Mang. La dinastia Han orientale deve il suo nome alla posizione della sua capitale, la città di Luoyang, che si trova spostata più ad est rispetto alla capitale della dinastia Han occidentale, Chang'an. La dinastia Han orientale iniziò nel 25, quando Liu Xiu si proclamò imperatore degli Han e terminò con la deposizione dell'ultimo imperatore Han nel 220. Rispetto al primo periodo della dinastia Han il secondo periodo viene considerato decadente e travagliato da lotte intestine.
All'apice del suo potere la dinastia governava il più vasto impero del suo tempo, con una superficie di oltre 6 milioni di km², non paragonabile però all'impero Han riunito (8 milioni nel II secolo a.C.).

## Visione storica d'insieme
Alla "Rivolta dei Sopraccigli rossi", un'insurrezione contadina contro il governo di Wang Mang, presero parte anche tre membri della casa regnante degli Han, di cui Liu Xiu era un parente lontano. In seguito alla centralizzazione del potere la sua famiglia aveva perduto quasi tutti i privilegi feudali di cui godeva; tuttavia, durante l'insurrezione contro Wang Mang, Liu Xiu riuscì ad ottenere l'appoggio dei signori feudali scontenti delle riforme di Wang Mang e dei contadini, che soffrivano doppiamente per le catastrofi naturali e per le esose riforme agricole condotte. Infine Liu Xiu si proclamò imperatore e stabilì la sua capitale a Luoyang. Tuttavia ci vollero altri 15 anni perché Liu Xiu potesse avere sotto controllo l'intera zona e reprimere ogni forma di rivolta.
A partire dalla fine della dinastia Han occidentale in Cina era diventata di moda l'alchimia. E nell'alchimia i potenti cercavano la formula dell'immortalità. Per ironia della sorte, quasi tutti gli elisir dell'epoca contenevano mercurio, fosforo e zolfo e questo provocò la morte prematura di quasi tutti i sovrani della dinastia Han orientale, che lasciarono spesso come successori figli non ancora maggiorenni o addirittura lattanti. Se si escludono i primi tre imperatori tutti gli imperatori della dinastia Han erano minorenni. Gli affari di governo venivano spesso assunti dalle madri. Queste vedove imperiali ancora in giovane età ed inesperte in politica dovettero cercare la consulenza dei loro fedeli, e cioè o i loro parenti (padri, fratelli) o gli eunuchi. Avvenne così che, durante la dinastia Han orientale, determinate famiglie e gli eunuchi esercitarono un immenso potere e riuscirono perfino a deporre imperatori.
Al tempo stesso rimasero irrisolti i problemi sociali che già avevano segnato il destino della dinastia Han occidentale e di Wang Mang. La suddivisione ineguale della terra e le tasse spaventose (in alcuni anni addirittura oltre il 50%) continuavano ad opprimere pesantemente i contadini. I latifondisti locali formavano un sistema clientelare. Essi erano ormai non più solo i padroni della terra, che davano lavoro ai contadini, ma anche i loro protettori. In questa funzione armavano i contadini. Poiché il governo centrale era debole e continuamente coinvolto in guerre interne, le forze locali nel paese ebbero ampia libertà per costruire la propria base di potere.
Il colpo mortale alla dinastia fu dato dalla "Rivolta dei Turbanti Gialli", chiamata così perché i rivoltosi portavano in testa un turbante giallo come segno di riconoscimento sul campo. L'organizzatore della rivolta Zhang Jiao era il fondatore di una setta taoista. Sosteneva di possedere un elisir che poteva guarire le malattie e che sarebbe stato dato ai contadini senza nulla chiedere in cambio. La setta trovò grande seguito specialmente tra i contadini e gli artigiani. Dopo brevissimo tempo Zhang Jiao aveva già 300.000 seguaci, che organizzò militarmente. Nel 184 diede il via alla rivolta e nel giro di pochissimo tempo vi furono ovunque in Cina rivoltosi ben organizzati. Per combattere la ribellione, la corte imperiale chiese aiuto ai latifondisti locali e alle loro organizzazioni paramilitari.
È vero che in questo modo la rivolta poté essere stroncata rapidamente, ma il paese ora pullulava di numerosi signori della guerra che erano accorsi al richiamo della corte imperiale e adesso ambivano a loro volta al potere. Dopo più di 10 anni di guerra si formarono a poco a poco tre potenze, in cui Cáo Cāo occupava tutto il corso medio ed inferiore del Fiume Giallo e teneva l'imperatore in suo potere. Cao Cao conduceva ora le sue imprese militari in nome dell'imperatore ed era la forza più potente della Cina. Tuttavia finché non avesse unificato l'intera Cina, il prudente Cao non osava cacciare l'imperatore dal trono. Fu solo suo figlio Cao Pi che depose l'imperatore Han e fondò la dinastia Wei.

## Lingua e cultura
Durante il periodo Han Orientale il Buddhismo si diffuse rapidamente in Cina. Attraverso la Via della seta sempre più monaci buddhisti giunsero in Cina e portarono con loro testi della propria religione, che vennero diligentemente tradotti in cinese.
Durante la dinastia Han Orientale i poemi con cinque caratteri per riga conobbero il culmine. Un esempio molto conosciuto è la Poesia in sette passi di Cao Zhi: "La pertica di sostegno dei fagioli brucia sotto la pentola, i fagioli piangono nella pentola: siamo della stessa radice, perché mi assilli così?" La poesia fu scritta dal fratello del già menzionato imperatore Cao Pi. Dopo la sua incoronazione questi temette che suo fratello, che egli aveva sempre invidiato per la sua intelligenza, potesse diventare pericoloso per lui. Così gli ordinò di venire da lui e pretese che componesse una poesia con cinque caratteri per riga nel limite di sette passi, per non essere decapitato.
In molte tombe dissotterrate del periodo Han Orientale si sono scoperte pitture murali. Tale forma artistica ottenne in questa epoca particolare favore. Secondo la descrizione dei testi contemporanei, infatti, tutte le case, i palazzi ed i templi erano ricoperti di pitture murali.
La lingua del tempo era un'evoluzione del cinese antico, il cinese degli Han orientali. Stando alla ricostruzione di Weldon Coblin (1983), conservava ancora dei cluster consonantici in posizione iniziale, lo stacco glottale/colpo di glottide a fine sillaba e l'antica *-s a fine sillaba, lenita tuttavia in un'aspirazione sorda *-h per debuccalizzazione. Pertanto, il cinese degli Han orientali era una lingua atonale. La grammatica della lingua letteraria è evoluta dal gu3wen2, cioè dal cinese pre-classico reperibile sulle ossa oracolari e i bronzi Shang e Zhou, al wen2yan2, in cui alcune antiche particelle sono diventate obsolete. Durante questo periodo, si diffondono le parole bisillabiche, nate a seguito dell'evoluzione fonetica della lingua cinese.
Due grandi opere del periodo che trattano la lingua sono lo Shuowen Jiezi, un dizionario di Xu Shen del 100 d.C. in cui viene indicata con il sistema fanqie la pronuncia del tempo, e il Fangyan, un dizionario che indica delle pronunce dialettali di sinogrammi. Una grande opera storica è invece lo Shiji di Sima Qian. La cultura letteraria del periodo vede una notevole produzione di commentari di testi antichi da parte di studiosi come Gao You e Zheng Xuan; tali commentari saltuariamente disambiguano la lettura di caratteri difficili, fornendo dunque ulteriori informazioni sulla pronuncia dell'epoca.

## Tecnica e scienza
Il più illustre scienziato del periodo fu Zhang Heng (张衡), che raggiunse grandi risultati soprattutto nel capo dell'astronomia, dove però partiva ancora dalla teoria della terra come centro dell'universo. Sulla base di questo modello costruì un congegno, che rappresentava un globo celeste fatto ruotare dall'acqua. Fu il primo cinese a descrivere correttamente nella sua opera la causa delle eclissi solare e lunare. A quanto si dice, inventò uno strumento con il quale si potevano riconoscere le scosse telluriche a distanza ancora maggiore.
Nella medicina ottenne grande fama il dottor Hua Tuo (华佗), che visse alla fine dell'epoca. Avrebbe inventato una pozione (combinando del vino con un decotto di erbe chiamato máfèisàn 麻沸散, letteralmente "decotto di cannabis") con la quale potevano essere eseguiti interventi chirurgici indolori. In questo modo avrebbe effettuato addirittura operazioni alla testa. Oltre a ciò avrebbe inventato una ginnastica basata su una specie di "allenamento contro l'ombra" del pugilato.

## Imperatori della dinastia Han orientale
| Nomi postumi                                                                    | Cognomi familiari e nomi             | Periodo di regno | Ere di governo e loro datazione |
| ------------------------------------------------------------------------------- | ------------------------------------ | ---------------- | --- |
| Guangwu (光武 pinyin: gūang wŭ)                                                 | Liu Xiu (刘秀 pinyin: liú xìu)       | 25-57            | Jianwu (建武 pinyin: jìan wŭ) 25-56 Jianwuzhongyuan (建武中元 pinyin: jìan wŭ zhōng yúan) 56-58 |
| Ming (明 pinyin: míng)                                                          | Liu Zhuang (刘庄 pinyin: liú zhūang) | 58-75            | Yongping (永平 pinyin: yŏng píng) 58-75 |
| Zhang (章 pinyin: zhāng)                                                        | Liu Da (刘炟 pinyin: liú dá)         | 75-88            | Jianchu (建初 pinyin: jìan chū) 76-84 Yuanhe (元和 pinyin: yúan hé) 84-87 Zhanghe (章和 pinyin: zhāng hé) 87-88 |
| He (和 pinyin: hé)                                                              | Liu Zhao (刘肇 pinyin: liú zhào)     | 88-106           | Yongyuan (永元 pinyin: yŏng yúan) 89-105 Yuanxing (元兴 pinyin: yúan xīng) 105-106 |
| Shang (殇 pinyin: shāng)                                                        | Liu Long (刘隆 pinyin: liú lóng)     | 106              | Yanping (延平 pinyin: yán píng) 106-107 |
| An (安 pinyin: ān)                                                              | Liu Hu (刘祜 pinyin: liú hù)         | 106-125          | Yongchu (永初 pinyin: yŏng chū) 107-113 Yuanchu (元初 pinyin: yúan chū) 114-120 Yongning (永宁 pinyin: yŏng níng) 120-121 Jianguang (建光 pinyin: jian4 guang1) 121-122 Yanguang (延光 pinyin: yán gūang) 122-125                                                             |
| Shaodi (少帝 pinyin: shào dì) o Marchese di Beixiang (北乡侯 pinyin: bĕi xīang) | Liu Yi (刘懿 pinyin: liú yì)         | 125              | Yanguang (延光 pinyin: yán gūang) 125 |
| Shun (顺 pinyin: shùn)                                                          | Liu Bao (劉保 pinyin: liú báo)       | 125-144          | Yongjian (永建 pinyin: yŏng jìan) 126-132 Yangjia (阳嘉 pinyin: yáng jīa) 132-135 Yonghe (永和 pinyin: yŏng hé) 136-141 Hanan (汉安 pinyin: hàn ān) 142-144 Jiankang (建康 pinyin: jìan kāng) 144                                                                             |
| Chong (冲 pinyin: chōng)                                                        | Liu Bing (刘炳 pinyin: liú bĭng)     | 144-145          | Yongxi (永熹 pinyin: yōng xī) 145 |
| Zhi (质 pinyin: zhí)                                                            | Liu Zuan (刘缵 pinyin: liú zŭan)     | 145-146          | Benchu (本初 pinyin: bĕn chū) 146 |
| Huan (桓 pinyin: húan)                                                          | Liu Zhi (刘志 pinyin: liú zhĭ)       | 146-168          | Jianhe (建和 pinyin: jìan hé) 147-149 Heping (和平 pinyin: hé píng) 150 Yuanjia (元嘉 pinyin: yúan jīa) 151-153 Yongxing (永兴 pinyin: yŏng xīng) 153-154 Yongshou (永寿 pinyin: yŏng shòu) 155-158 Yanxi (延熹 pinyin: yán xī) 158-167 Yongkang (永康 pinyin: yŏng kāng) 167 |
| Ling (灵 pinyin: líng)                                                          | Liu Hong (刘宏 pinyin: liú hóng)     | 168-189          | Jianning (建宁 pinyin: jìan níng) 168-172 Xiping (熹平 pinyin: xī píng) 172-178 Guanghe (光和 pinyin: gūang hé) 178-184 Zhongping (中平 pinyin: zhōng píng) 184-189 |
| Shao Di (少帝 pinyin: shào dì) o re di Hongnong (弘农王 pinyin: hóng nóng)      | Liu Bian (刘辩 pinyin: liú bìan)     | 189              | Guangxi (光熹 pinyin: gūang xī) 189 |
| Xian (献 pinyin: xìan)                                                          | Liu Xie (劉协 pinyin: liú xíe)       | 189-220          | Zhaoning (昭宁 pinyin: zhāo níng) 189 Yonghan (永汉 pinyin: yŏng hàn) 189 Chuping (初平 pinyin: chū píng) 190-193 Xingping (兴平 pinyin: xīng píng) 194-195 Jianan (建安 pinyin: jìan ān) 196-220 Yankang (延康 pinyin: yán kāng) 220                                         |